# Schlotheimia
Schlotheimia là một chi rêu trong họ Orthotrichaceae.